# Rémi Chaintron
Rémi Chaintron est un homme politique français né le 25 août 1972, membre du Parti socialiste. 
Il a présidé le conseil général de Saône-et-Loire du 21 juin 2012 au 2 avril 2015.

## Formation universitaire et politique
Titulaire d’une licence et d’un niveau de maîtrise en Administration économique et sociale, Rémi Chaintron est un ancien collaborateur parlementaire d’Arnaud Montebourg, alors député de la sixième circonscription de Saône-et-Loire.

## Parcours politique
Candidat aux élections cantonales de 2001 pour le canton de Louhans, Rémi Chaintron est élu conseiller général à l’âge de 28 ans. Candidat la même année sur la liste des élections municipales de Châteaurenaud, commune associée à Louhans, il est élu conseiller municipal d’opposition.
Aux élections cantonales de 2004, le conseil général de Saône-et-Loire bascule à gauche en emportant 32 sièges de conseillers généraux sur 57. Rémi Chaintron devient le 1er vice-président chargé des finances et de l’administration générale. Il est élu député suppléant d’Arnaud Montebourg en juin 2007.
En 2008, il est réélu dès le 1er tour des élections cantonales avec 51 % des voix. Également candidat à la municipalité de Louhans, il l’emporte avec 55 % des voix au premier tour. Maire de Louhans-Châteaurenaud, il est élu président de la communauté de communes du canton de Louhans.
Député de la Bresse, Arnaud Montebourg est élu en 2008 conseiller général du canton de Montret et président du conseil général de Saône-et-Loire. Quatre ans plus tard, à la suite de l’élection de François Hollande à la présidence de la République, il entre au sein du gouvernement Ayrault et démissionne de la présidence du conseil général et de la députation. Le 21 juin 2012, Rémi Chaintron, désigné par les conseillers généraux de la majorité, lui succède. Suppléant d'Arnaud Montebourg, Rémi Chaintron devient formellement député durant trois jours, même s'il ne siège pas et n'est plus suppléant lors de l'élection législative qui suit.
Le nouveau président du conseil général s'engage dans de nombreux projets : libéralisation des données publiques avec le site www.opendata71 ; projets d’aménagement du territoire avec la programmation de la mise à deux fois deux voies de la Route Centre-Europe Atlantique (RCEA),, le déploiement du très haut débit dans tout le département et la signature avec le  groupe Pierre & Vacances d’un protocole d’accord d’implantation d’un Center Parcs au Rousset,; réponse aux besoins sociaux ; politique d’attraction des nouvelles populations avec le lancement d’une campagne de lutte contre la désertification médicale www.installeunmedecin.com.
En janvier 2014, Rémi Chaintron se voit confier par Claudy Lebreton, président de l’Assemblée des départements de France, une mission sur « L’innovation dans les politiques départementales,». Cette mission s’inscrit dans le cadre de la réforme territoriale engagée depuis avril 2014 par le gouvernement de Manuel Valls.

## Anciens mandats
- 2012 – 2014 : Conseiller municipal de Louhans-Châteaurenaud
- 2008 – 2014 : Président de la communauté de communes du canton de Louhans
- 17 juin 2012 – 19 juin 2012 : Député de la 6e circonscription de Saône-et-Loire.
- mars 2008 – juin 2012 : Maire de Louhans-Châteaurenaud